# Lisette Sevens
Lisette Sevens   (Helmond, 29 de juny de 1949) és una jugadora d'hoquei sobre herba neerlandesa, ja retirada, que va competir durant les dècades de 1970 i 1980.
El 1984 va prendre part en els Jocs Olímpics d'Estiu de Los Angeles, on guanyà la medalla d'or en la competició d'hoquei sobre herba. En el seu palmarès també destaquen tres medalles d'or, una de plata i una de bronze a la Copa del món d'hoquei sobre herba i una d'or al Campionat d'Europa. Disputà 125 partits amb la selecció neerlandesa. A nivell de clubs jugà al Helmond Uno Animo Combinatie, Mixed Hockey Club Houdt Braef Standt i a l'Amsterdamsche Hockey & Bandy Club.